# Phuodendron
Phuodendron es un género botánico de plantas de flor perteneciente a la familia Valerianaceae. Su única especie es: Phuodendron ulei Graebn.
Está considerado un sinónimo del género Valeriana L.